# Kuára
Kuára is het eerste studioalbum dat verscheen onder de artiestennaam Markku Ounaskari. Zijn medespelers Mikkonen en Jørgensen hebben echter een even grote inbreng. Ounaskari speelde in allerlei ensembles ook al samen met Mikkonen. Het duo viel Manfred Eicher op tijdens de opname van Sinikka Langelands Starflowers en hij vroeg of ze zelf een album wilden opnemen. Het werd uiteindelijk Kuára. De muziek op Kuára is een afgeleide van de volksmuziek van “verbannen” en verdreven volkeren die in basis nauw gelieerd waren met de Finnen. Zo is er volksmuziek te horen van Kareliers, Oedmoerten en Wepsen. De muziek balanceert daarbij op de grens tussen zeer ingetogen volksmuziek, wereldmuziek, new age en rustige jazz. Alle muziek is daarbij deels geïmproviseerd, deels gecomponeerd. Opnamen vonden plaats in de Rainbow Studio in Oslo met Jan Erik Kongshaug als geluidstechnicus.    
Om het volkse karakter te onderstrepen geeft de platenhoes een weergave van een foto die omstreeks 1900 is genomen van een aantal kanovaarders op de rivier de Ljapin, een waterleverende stroom naar de Ob toe. 

## Musici
- Per Jørgensen – trompet, zangstem
- Samuli Mikkonen – piano
- Markku Ounaskari - drums

## Muziek
| Nr. | Titel                                                  | Duur |
| --- | ------------------------------------------------------ | ---- |
| 1.  | Polychronion (Russische psalm)                         | 5:33 |
| 2.  | Psalm CXXI (Mironisitsky)                              | 3:26 |
| 3.  | Tuuin Tuuin (Karelisch volksliedje)                    | 3:57 |
| 4.  | Aallot (Mikkonen, Ounaskari)                           | 3:07 |
| 5.  | Introit (Russische psalm)                              | 2:16 |
| 6.  | Pitká Pajo (Wepsisch volksliedje)                      | 3:59 |
| 7.  | Introit/Changing paths I (Ounaskari, Mikkonen)         | 2:52 |
| 8.  | The gypsy’s stone (Ounaskari, Mikkonen)                | 4:35 |
| 9.  | Pikkumetsä (Mikkonen, Ounaskari)                       | 2:18 |
| 10. | Soldat Keljangúr (Oedmoerts volksliedje)               | 5:55 |
| 11. | Mountain of sorrow (Ounaskari, Mikkonen)               | 4:52 |
| 12. | Introit / Changing paths II (bewerkte Russische psalm) | 2:32 |
| 13. | Sjuan Mad (Oedmoerts volksliedje)                      | 3:39 |
| 14. | Sjuan Gúr (Oedmoerts volksliedje)                      | 4:44 |